# Henryk Wujec
Henryk Wujec (Podlesie, Polonia, 25 de diciembre de 1940 - Varsovia, Polonia, 15 de agosto de 2020 fue un físico, político y activista social polaco. 
Activista de la oposición democrática en el período de la República Popular de Polonia, participante en los Acuerdos de la Mesa Redonda, miembro del Sejm en los períodos 10, 1, 2 y 3, secretario de estado en el Ministerio de Agricultura y Desarrollo Rural, asesor de asuntos sociales del presidente de la República de Polonia Bronisław Komorowski entre 2010 y 2015. 

## Vida política

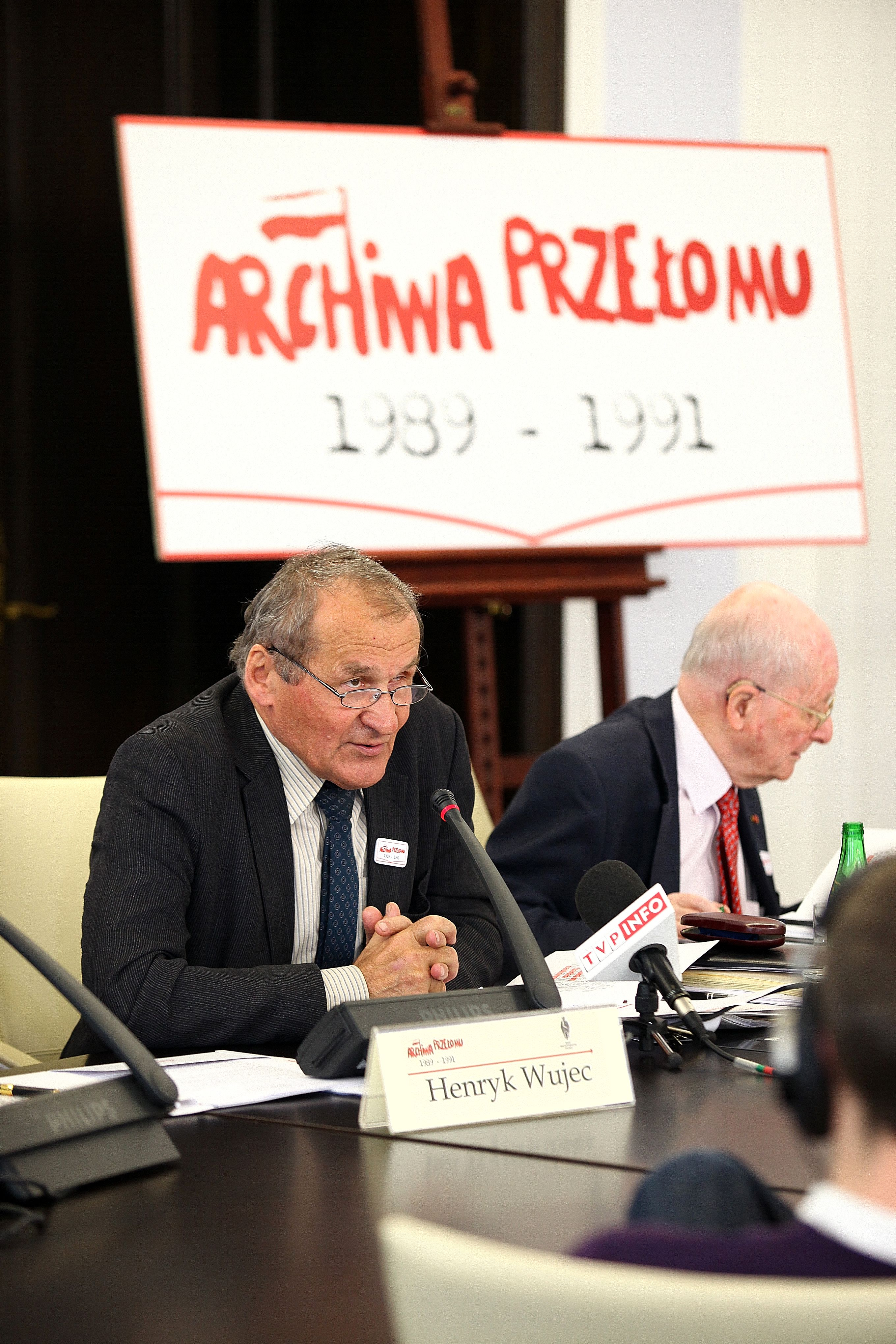
Henryk Wujec durante la conferencia "Archivos del avance 1989-1991" en el Senado de la República de Polonia (2011)

### República popular polaca
En 1970, se graduó en la Facultad de Física de la Universidad de Varsovia y en 1977 completó estudios de posgrado en el campo de la tecnología electrónica en la Universidad Tecnológica de Varsovia. En 1962 se convirtió en miembro del Catholic Intelligentsia Club de Varsovia. 
Entre los años 1968-1978 trabajó en la fábrica de semiconductores de Tewa y Unitra-Cemi, donde en 1975 se convirtió en jefe del Laboratorio de Pruebas de Confiabilidad. En el verano de 1976 se involucró en ayudar a los trabajadores de Ursus  que fueron reprimidos por su participación en los hechos de junio de 1976. Luego, entre los años 1976-1977 fue asociado al Comité de Defensa de los Obreros, en mayo de 1977 participó en una huelga de hambre en la iglesia de St. Martin en Varsovia. De 1977 a 1981, fue miembro del Comité de Autodefensa Social "KOR". En 1978 fue despedido por trabajar con esta organización. 
De 1978 a 1981, fue empleado del Grupo Eléctrico en el Comité Polaco de Normalización de Medidas y Calidad. Organizó y editó la revista clandestina Robotnik y fue uno de los fundadores de los Sindicatos Libres de la Costa. En 1980, se unió al Sindicato Autónomo Independiente "Solidaridad", se centró en las autoridades nacionales y masovianas del sindicato. Fue puesto en prisión del 13 de diciembre de 1981 a septiembre de 1982, luego encarcelado hasta 1984 y nuevamente de junio a septiembre de 1986. Después de su liberación, hasta 1989, trabajó en el Centro Central de Investigación para la Estandarización. 
De 1988 a 1990, fue secretario del Comité Cívico del presidente de la NSZZ "Solidaridad" Lech Wałęsa. En 1989 participó en los Acuerdos de la Mesa Redonda del equipo por el pluralismo sindical. 

### Tercera República
Entre los años 1989-2001 fue miembro del Sejm del décimo,primer, segundo y tercer mandato en representación del Club Parlamentario Cívico (en 1990 fue cofundador del Movimiento de Acción Democrática Cívica), Unión Democrática y luego Unia Wolności. Formó parte del Comité de Agricultura y Economía Alimentaria y del Comité de Finanzas Públicas. Fue secretario de OKP y de los clubes parlamentarios de la UD y la UW, y luego (1997-1999) vicepresidente del Club Parlamentario de la Universidad de Varsovia. En 2001 se postuló para la reelección, pero la Universidad de Varsovia no obtuvo ningún escaño en el Sejm. 
En el gobierno de Jerzy Buzek (de 1999 a 2000) fue secretario de Estado en el Ministerio de Agricultura y Desarrollo Rural. Tras dejar el parlamento, en 2002, fue empleado de la Sociedad de Inversiones Sociales y Económicas. Ese mismo año, fue miembro del consejo asesor del Centro de Monitoreo de la Libertad de Prensa de la Asociación de Periodistas de Polonia. A partir de 2005 perteneció al Partido Demokratyczna (Partido Democrático), del que abandonó en 2006 debido a la participación de este partido en la coalición Lewica y Demokraci. 
Se convirtió en miembro del comité de apoyo a Bronisław Komorowski antes de las elecciones presidenciales de principios de 2010. El 12 de octubre de 2010 fue nombrado asesor del presidente de la República de Polonia, Bronisław Komorowski, para asuntos sociales,  cargo que ocupó hasta el 5 de agosto de 2015. En 2012, fue nombrado miembro del Consejo Internacional de Auschwitz y en 2013 del Consejo de la Fundación Auschwitz-Birkenau. En 2014, fue cofundador del Comité Cívico de Solidaridad con Ucrania (KOSzU).
En 2014, el fiscal lo acusó de causar accidentalmente un accidente en el tráfico vial: el político supuestamente evitó otro vehículo y, en consecuencia, atropelló a un peatón. Henryk Wujec no confesó haber cometido este acto. En abril de 2017, fue absuelto por el tribunal de distrito. En septiembre de 2017, el Tribunal de Distrito de Varsovia confirmó esta sentencia en una audiencia de apelación.

## Vida privada
En 1970 se casó con Ludwika Wujec. Su hijo Paweł Wujec trabajó como periodista en el Gazeta Wyborcza, luego pasó a trabajar para Agora.
Murió el 15 de agosto de 2020 tras padecer una larga enfermedad.

## Premios y distinciones
En 2004, el presidente Aleksander Kwaśniewski le otorgó la Cruz de Caballero de la Orden de Polonia Restituta. En 2006, el presidente Lech Kaczyński le otorgó la Cruz del Comandante con la Estrella de esta orden. En 2015, fue galardonado con la Insignia de Honor al Mérito del Gobierno Local.
En 2016, él y su esposa se convirtieron en los laureados de la Profesor Zbigniew Hołda.